# Після приходу ночі
«Після приходу ночі» (англ. Beyond the Fall of Night) — науково-фантастичний роман Артура Кларка та Грегорі Бенфорда, виданий 1990 року. Перша частина «Після приходу ночі» є перевиданням роману Кларка «Всупереч приходу ночі», а друга половина — «продовження» Грегорі Бенфорда, випущена багато років по тому. Книга жодним чином не пов'язана з романом «Місто та зірки», яка є розширеною версією «Всупереч приходу ночі», написаною самостійно Кларком через три роки після публікації «Після приходу ночі».
Події Бенфордового продовження відбуваються на відновленій Землі, яка процвітає завдяки співпраці Діаспару та Лісу. Та планета знаходиться в небезпеці — і не тільки вона, бо наближається час звільнення Божевільного розуму. Через декілька століть людей та створені ними цивілізації Сонячної системи атакує Божевільний розум, який фокусується переважно на знищенні ур-гомінідів. Від нападу вціліла лише одна представниця цього виду, Клі, котра є ключем до перемоги над ворогом.

## Головні герої
- Елвін — чоловік, який завершив ізоляцію двох цивілізацій Землі — міста Діаспар та громади Ліс.
- Клі — головна героїня роману, жінка ур-гомінід, може також бачити в інфрачервоному спектрі та, як і Серанійці і люди з Лісу, має дар телепатії.
- Шукач — розумна істота, предками якої були єноти. Супроводжує Клі.
- Сераніс — представник Ради Діаспару в Лісі.

## Сюжет
Дослідник, істота, яка розвинулася з єнотів та має інтелект, знаходить ледве живу жінку на березі річки. Він розпочинає її декількаденне лікування, допоки жінка не зможе встати. На небі з'являються штучні блискавки, які знищують об'єкти та живих істот на поверхні. Це означає, що через майже мільярд років цілеспрямовані атаки Загарбників відновилися.
Жінка має ім'я Клі та належить до ур-гомінідів, котрі володіють здатністю до телепатії. Жоден інший член її племені не вижив. Пара знаходить чоловіка Елвіна, який є «незалежним» в її очах і жалкує про відсутність захисту з боку його народу. Елвін разом з Клі рятується та йде слідом до «Бібліотеки життя» — величезної бази даних генетичного коду ДНК, яка також стала мішенню нападу. Багато унікальних форм життя були знищені. Роботи працюють над очищенням від сміття, а також над порятунком того, що вціліло.
Клі потрапляє до Сераніса, однієї з громад Лісу. У цій комуні Клі демонструє свою здатність до телепатії. Під час бесіди (на всезагальній промові), Шукач розповідає зовсім небагато, що видається дивним для Сераніса та викликає роздратування. Клі дізнається, що Раді (Елвіну, Серанісу та іншим) вона потрібна для відновлення її племені.
На бенкеті Елвін розповідає всім, що «Божевільний розум» повернувся, але Клі може встановлювати з ним телепатичний зв'язок. Клі входить до складу Ради, проте відчуває в ній дискомфорт. Все її плем'я Рада відроджує, щоб піклуватися про квітучу біосферу Землі. Та клоновані ур-гомініди не мають життєвого досвіду, що підштовхує Клі до планування втечі. Вона вирішує знайти одноплемінців, проте жоден з них не вцілів. Шукач допомагає їй втекти до лісу.
Тим часом Рада продовжує війну з Божевільним розумом, який намагається знайти та знищити Клі. Ур-гомінід прагне помститися за смерть близьких. На думку їй спадає давнє слова «війна». Разом з Шукачем вони ховаються всередині величезного дерева. Дерево переноситься величезним вихором на орбіту, де входить до живої істоти Жонаса, який здатний до міжпланетних польотів. Вона ж своєю чергою входить до Левіафана, вдесятеро більшої живої істоти. Після цього поряд з Левіафаном з'являється корабель Ради, яка протистоїть Божевільному розуму. Клі намагається опанувати власні думки, щоб Розум нічого від неї не дізнався. Левіафан вирушає до Венери. Свідомість Левіафана, «Капітан», вважає, що вона привертає небажану увагу через свого пасажира, Клі. Це підтверджується атакою космічних хижаків — «космічних акул». Після нападу Левіафан виживає, але зазнає величезних втрат. Вона просить Клі вийти.
Рада зрештою знаходить Клі та Шукача. Їй Клі дуже потрібна, оскільки допомагає спілкуватися з Ванамондом — добрим аналогом «Божевільного розуму». Шукач тут також відіграє не останню роль. Клі дізнається, що Елвін по суті посприяв звільненню Божевільного розуму з його в'язниці в центрі чорної діри, коли між Елвіном та Ванамондом було встановлено контакт. Під час сутички з Божевільним розумом вона дізнається чим загрожує ця істота. Внаслідок контакту з Ванмондом збурилися коливання, які досягли «Божевільного розуму» по спіралі «галактичного плеча». Його план полягав у тому, щоб звільнитися від існування в рамках всесвіту і перетнути межу до метавсесвіту. Перетин межі вимагає ущільнення речовини в центрі галактики, що призведе до колосального вибуху. Інші безтілесні істоти, створені для боротьби з Божевільним розумом, виступають проти його планів. Але вони не бажають загибелі галактики внаслідок своїх дій та вирушають в інші виміри.
Багато біомів під час битви спустошено й зруйновано, але вони поглинають Божевільний розум. Елвін гине, пожертвувавши своїм життям за життя Клі. До цих пір Клі дивився на нього, як на майже безсмертного чоловіка, який по-справжньому не жив, але цей акт переконав її, що його вид не просто той, який потихеньку вмирає.
Сераніс пригнічений смертю Елвіна. Клі допомагає Левіафану та інші воскрешеним ур-гомінідам. Вони сприймають її як «матір» свого стародавнього племені, яка повинна знайти для них місце в світі. Шукач виявляється посланцем біома Сонячної системи.
|                                         | Істина залежить від органів чуття |
| — Грегорі Бренфорд - Після приходу ночі |                                   |

## Навколишнє середовище
В романі Бенфорда люди почали рекультивувати опустелену Землю. Співпраця Діаспара з Лісом привела до відродження ур-гомінідів, раси пралідів, які сформували племінні громади й піклувалися про ліси. Біосфера зростає, оскільки ур-гомініди досягають інтелекту та допомагають у цьому іншим видам, наприклад, хижакам. Прийнято рішення приділяти увагу еволюції, щоб нові розумні види могли піклуватися про планету. Цей соціальний зв'язок працює так само, як і релігія для ранніх предків людини та ур-гомінідів. Життя процвітає на Місяці та інших планетах Сонячної системи, розповсюджується не лише до штучних космічних кораблів, але й до великих зірок, придатних до життя.
«Божевільний розум» — це магнітна істота, яка стала небезпечною для стабільності Всесвіту, а співпраця багатьох розвинених рас опинилася в небезпеці через «чорне сонце» — гігантську чорну діру в центрі Галактики. Окрім «Божевільного розуму» та Ванамонда є інші магнітні істоти (знаходяться на відстані до 1 світлового тижня) в космосі, які спілкуються один з одним і створюють мережу — Галактичну свідомість або Галактичний розум. Планетарне життя (біосфера планет, супутників, астероїдів) поділяється на біоми — численні мислячі різнорідні об'єднання живих організмів.

## Неспівпадіння
У книзі «Всупереч приходу ночі» згадується про знищення Місяця. Коли він почав небезпечно наближатися до Землі («падаючи на неї»), люди побудували фортецю Шалміран і розробили потужну зброю для знищення супутника.
У книзі «Після приходу ночі», чия сюжетна лінія відбувається в одному середовищі через декілька століть, Місяць знову поряд з Землею, при чому з багатою біосферою.
У романі нічого не згадується про те, чи було відтворено космічне тіло або чи мають люди відповідні здібності. Проте древні попередники були змушені пересунути орбіту Землі далі від Сонця, температура і світність якого небезпечно зросли. Гравітаційна інженерія дозволила здійснювати маневри космічних тіл, що дозволило перерозподілу планет для їх повторного використання.

## Відгуки
Джейм Ніколл вказує на велику відмінність між оригіналом («Всупереч приходу ночі») і його продовженням («Після приходу ночі»). Однією з невідповідностей є повторна поява Місяця, і Ніколл припускає, що Г. Бенфорд, можливо, не читав оригінальну роботу А. К. Кларка, тому продовження має відмінності. Фактично два твори поєднують лише однакові імена кількох персонажів. Читач, на його думку, зробить краще, якщо «нап'ється сірчаної кислоти, ніж читатиме написаний Бенфордом мотлох… Якби я міг сповна виразити наскільки жахливе це так зване продовження, кожен, хто почув би мене, випав у осад».